# Mortes em março de 2013
Mortes em 2013: ← Janeiro – Fevereiro – Março – Abril – Maio – Junho – Julho – Agosto – Setembro – Outubro – Novembro – Dezembro →
Esta é uma relação de pessoas notáveis que morreram durante o mês de março de 2013, listando nome, nacionalidade, ocupação e ano de nascimento.

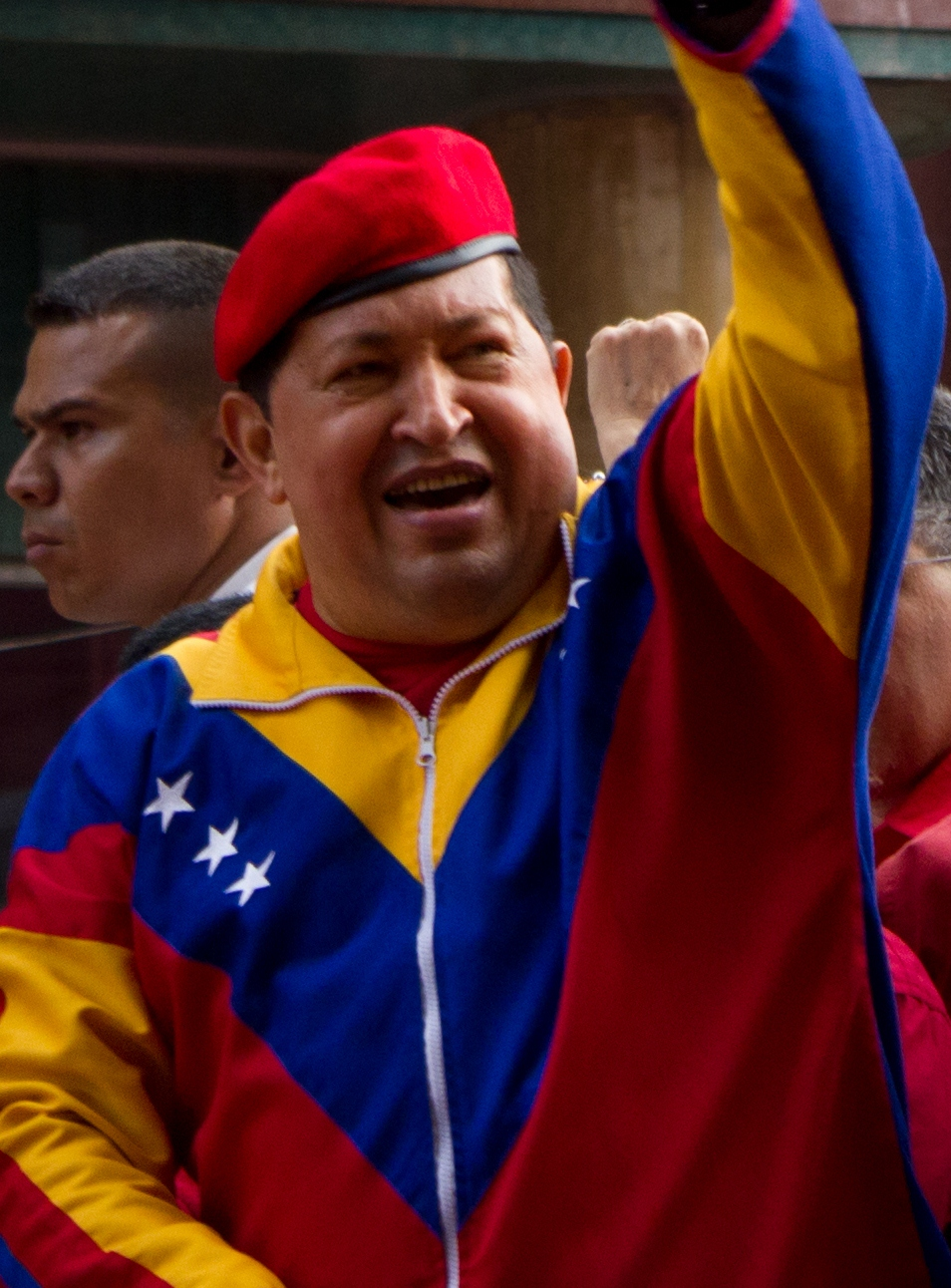
Hugo Chávez, presidente venezuelano

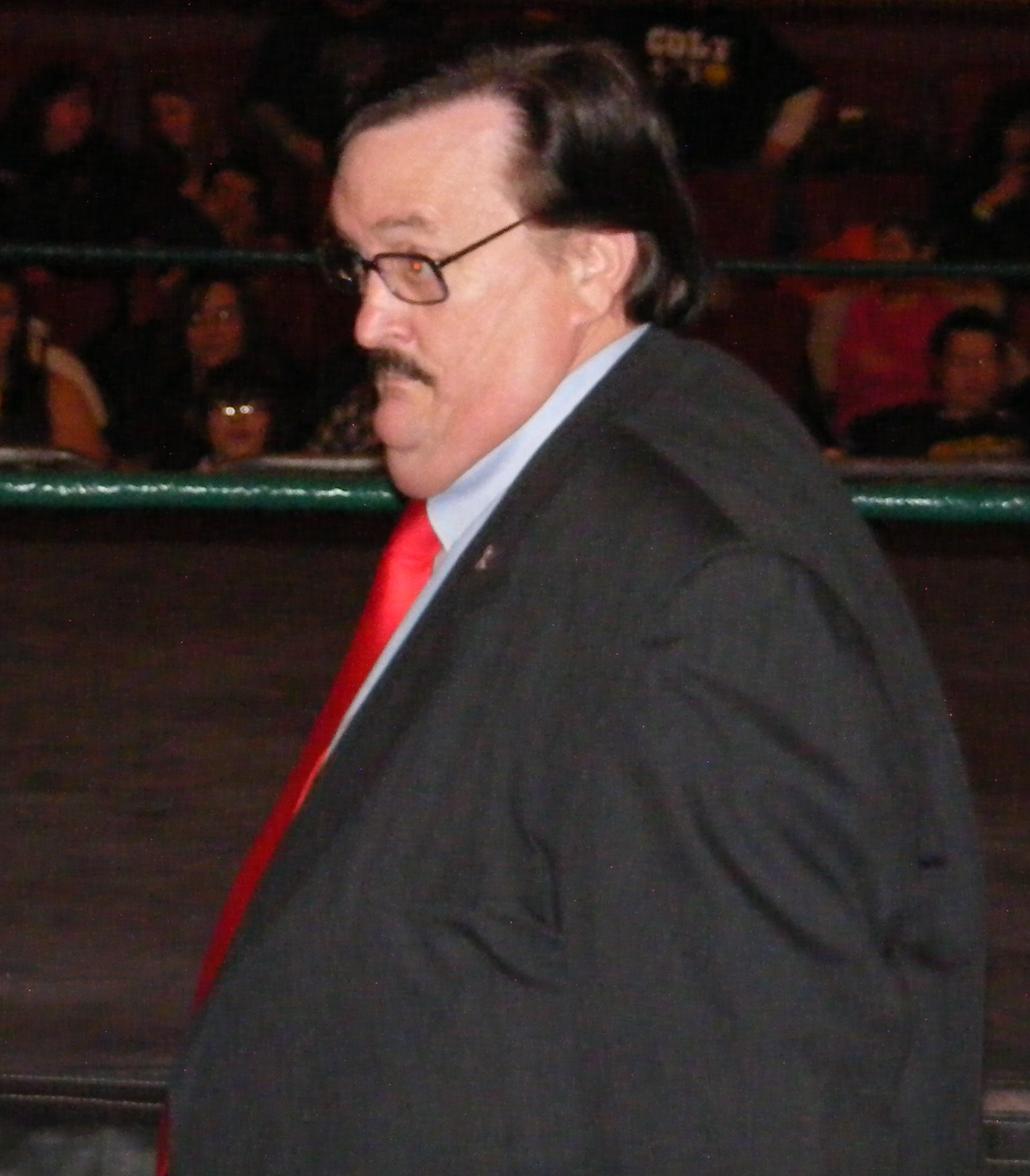
Paul Bearer, produtor de wrestling estadunidense

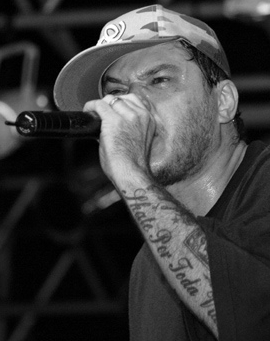
Chorão, cantor brasileiro

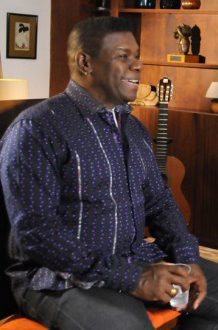
Emílio Santiago, cantor brasileiro

| Dia | Nome                  | Profissão ou motivo de reconhecimento | País de nascimento | Ano de nasc. | Ref    |
| --- | --------------------- | ------------------------------------- | ------------------ | ------------ | ------ |
| 3   | Luis Cubilla          | Futebolista e treinador               | Uruguai            | 1940         | [ 1 ]  |
| 5   | Hugo Chávez           | Presidente de Venezuela               | Venezuela          | 1954         | [ 2 ]  |
| 5   | Paul Bearer           | Produtor de wrestling                 | Estados Unidos     | 1954         | [ 3 ]  |
| 6   | Chorão                | Vocalista da banda Charlie Brown Jr.  | Brasil             | 1970         | [ 4 ]  |
| 7   | Damiano Damiani       | Cineasta                              | Itália             | 1922         | [ 5 ]  |
| 8   | João Rocha            | Empresário e dirigente desportivo     | Portugal           | 1930         | [ 6 ]  |
| 9   | Rosita Thomaz Lopes   | Atriz                                 | Brasil             | 1920         | [ 7 ]  |
| 10  | Princesa Liliana      | Modelo e duquesa da Halândia          | País de Gales      | 1915         | [ 8 ]  |
| 11  | Wilson Fittipaldi     | Narrador esportivo                    | Brasil             | 1920         | [ 9 ]  |
| 13  | Clive Burr            | Baterista                             | Reino Unido        | 1957         | [ 10 ] |
| 16  | Yadier Pedroso        | Jogador de beisebol                   | Cuba               | 1986         | [ 11 ] |
| 19  | Harry Reems           | Ator pornográfico                     | Estados Unidos     | 1947         | [ 12 ] |
| 20  | Emílio Santiago       | Cantor                                | Brasil             | 1946         | [ 13 ] |
| 20  | Zillur Rahman         | Presidente do seu país                | Bangladesh         | 1929         | [ 14 ] |
| 21  | Pietro Mennea         | Velocista                             | Itália             | 1952         | [ 15 ] |
| 22  | Chinua Achebe         | Escritor                              | Nigéria            | 1930         | [ 16 ] |
| 22  | Óscar Lopes           | Professor e linguista                 | Portugal           | 1917         | [ 17 ] |
| 22  | Aníbal Paz            | Futebolista                           | Uruguai            | 1917         | [ 18 ] |
| 22  | João de Scantimburgo  | Jornalista                            | Brasil             | 1915         | [ 19 ] |
| 22  | Bebo Valdés           | Músico                                | Cuba               | 1918         | [ 20 ] |
| 23  | Boris Berezovsky      | Empresário                            | Rússia             | 1945         | [ 21 ] |
| 23  | Joe Weider            | Fisiculturista                        | Canadá             | 1919         | [ 22 ] |
| 24  | Gury Marchuk          | Matemático                            | Rússia             | 1925         | [ 23 ] |
| 24  | Marcos Bassi          | Empresário e churrasqueiro            | Brasil             | 1948         | [ 24 ] |
| 24  | Peter Duryea          | Ator                                  | Estados Unidos     | 1939         | [ 25 ] |
| 26  | Tom Boerwinkle        | Basquetebolista                       | Estados Unidos     | 1945         | [ 26 ] |
| 27  | Ciro Nogueira Lima    | Político                              | Brasil             | 1933         | [ 27 ] |
| 28  | Soraya Jiménez        | Atleta de levantamento de peso        | México             | 1977         | [ 28 ] |
| 29  | Richard Griffiths     | Ator                                  | Reino Unido        | 1947         | [ 29 ] |
| 29  | Mauro Borges Teixeira | Militar e político                    | Brasil             | 1920         | [ 30 ] |
| 30  | Phil Ramone           | Produtor musical                      | Estados Unidos     | 1934         | [ 31 ] |
| 30  | Franco Califano       | Cantor                                | Itália             | 1938         | [ 32 ] |